# Torneio Internacional Stampa Sportiva
O Torneio Internacional Stampa Sportiva (em italiano: Torneo Internazionale Stampa Sportiva), foi uma das primeiras competições internacionais de futebol. Realizado em 1908, antecedendo o torneio mais famoso, o Troféu Sir Thomas Lipton, em um ano. No entanto, já houvesse competições de futebol, a nível amador, realizadas nos Jogos Olímpicos de Verão a partir dos jogos de 1900, que ocorreu em Paris, embora estes foram inicialmente chamados de jogos de exibição e nenhuma medalha foi concedida até 1908.
O torneio foi organizado pela revista esportiva italiana La Stampa Sportiva, e contou com a participação de equipes da Itália, França, Suíça e Alemanha. Todos os jogos foram jogados em Turim, Itália. A equipe suíça do Servette FC foi a campeã, batendo a Torino da Itália por 3 a 1 na final da competição.

## Participantes
- Ausonia Pro Gorla
- Freiburger
- Juventus
- Parisienne
- Piemonte
- Servette
- Torino

## Preliminar

### Semifinais
| 22 de março | Juventus                         | 4 - 1 (Pro) | Piemonte   | Vélodromo Umberto I |
|             | Borel · Goccione · Donna · Brusa |             | F. Berardo |                     |

| 29 de março | Torino | 2 - 1 | Ausonia Pro Gorla | Vélodromo Umberto I |
|             |        |       |                   |                     |

### Final
| 5 de abril     | Torino | Cancelado | Juventus | Vélodromo Umberto I      |
| 15:30 (UTC +1) |        |           |          | Árbitro: Giuseppe Meazza |

Suspenso aos 15 por impraticabilidade do campo devido a chuva violenta
| 19 de abril    | Torino                     | 2 - 1 | Juventus | Vélodromo Umberto I            |
| 15:15 (UTC +1) | Pozzi 15' · Debernardi 15' |       | Donna 5' | Público: 500 Árbitro: Dégerine |

Torino classificado a fase final

## Fase Final

### Semifinais
| 19 de abril | Servette | 5 - 3 | Freiburger | Vélodromo Umberto I |
|             |          |       |            |                     |

| 19 de abril    | Torino                          | 4 - 0 | Parisienne | Vélodromo Umberto I |
| 15:15 (UTC +1) | Squair 23' · Debernardi , pen', |       |            | Público: 2 000      |

### Decisão do 3º Lugar
| 20 de abril | Juventus           | 4 - 0 | Parisienne | Vélodromo Umberto I |
|             | Borel , · Gocionne |       |            |                     |

Juventus substituiu o Freiburger, que se retirou do torneio.

### Final
| 20 de abril | Servette                     | 3 - 1 | Torino | Vélodromo Umberto I |
|             | Henneberg 7' · Nett 15', 17' |       | Pozzi  | Público: 2 000      |

## Campeão
| Torneio Internacional Stampa Sportiva |
| Campeão                               |
| SERVETTE (1º Título)                  |
| ------------------------------------- |